# Jean de Castro
Jean de Castro (probablement a Lieja 1540 - probablement a Colònia (Alemanya), 1600) fou un compositor de l'escola francoflamenca i mestre de capella belga.
Primer fou mestre de capella a Clèveris i Colònia, i de 1582 a 1584 segon mestre de la capella Imperial de Viena.
Es dedicà a la música polifònica, tant profana com religiosa, podent-se citar entre les seves composicions del gènere sagrat: Missae (1559), Sacrae cantiones, a tres i cinc veus (1571, 1588, 1593 i 1596); Tricinia Sacra (1574), i Bicinia Sacra (1593).
A més, posà música a una sèrie de composicions poètiques com: Chansons, Odes et Sonets, de Pierre de Ronsard (1576); Chansons, Stances, Sonets et Epigramma (1592), Quintines, Sextines et Sonnets (1594) i nombrosos madrigals.